# Cina (arhitektura)
Cina ali nadzidek, tudi merlo,  prsni zaslon na obzidju, je nazobčan del zgradbe (zidna krona), običajno na vrhu obzidja ali luskast parapet v srednjeveški arhitekturi ali utrdbi. Cine imajo včasih ozke vertikalne odprtine, topovske strelne line ali reže, namenjene opazovanju in streljanju, ali pa imajo zgolj okrasno funkcijo. Prostor med dvema cinama se imenuje parapet (crenel), nasledstvo cin in strelnih lin je crenellation. Strelne line, izdelane v kasnejših obdobjih za uporabo topov, so imenovali špalet.

## Etimologija
Beseda izhaja iz francoskega jezika, prilagojena iz italijanskega merlone, po možnosti skrajšani obliki mergola, ki je povezana z latinsko mergae (vile za seno) ali iz pomanjšanega moerulus, od murus ali moerus (zid). Alternativa kaže, da je srednjeveško latinsko merulus (omenjen od konca 10. stoletja) pomenil pomanjševalnico latinskega merle, ki izraža podobo »črne ptice«, ki sedi na steni.

## Del obzidja
Kot bistveni del obzidja so cine uporabljali na utrdbah tisočletja. Najbolj znani primeri se pojavljajo na srednjeveških zgradbah, ki imajo obzidje. Čeprav obrambne, so lahko privlačno oblikovane, kar je imelo tudi dekorativno funkcijo. Nekatere (predvsem mlajše) zgradbe imajo lažno »dekorativno obzidje«. Dve najbolj pomembni evropski srednjeveški različici oblik cin so cine gibelinov in gvelfov, ki so se končale v zgornjem delu v obliki lastovičjega repa, medtem ko so kasnejše običajno pravokotne oblike.
Druge oblike so še: široke, strešne, na oslovski rep, trikonične, oblika štiriperesne deteljice, ščitasta, v obliki cveta, okrogloločne (tipično islamska in v afriškem svetu), piramidasta, itd, odvisno bodisi od vrste pričakovanih napadov ali estetskih vidikov.
V rimskih časih so imele cine zadostno širino, da so nudile zavetje enemu človeku. Z novim orožjem v srednjem veku (vključno s samostreli in prvih strelnim orožjem), so bile cine razširjene in opremljene z luknjo različnih dimenzij in oblik. Od 13. stoletja dalje, so lahko cine uporabljali tudi kot obrnjena lesena polkna; ta dodana dodatna zaščita na majhnem prostoru je omogočala streljanje navzdol blizu spodnjemu delu zidu. Polkna (znan tudi kot mantlets) je bilo mogoče odpreti z roko ali s pomočjo škripca.
- uporaba cin, Eugène Viollet-le-Duc's Dictionnaire raisonné de l’architecture française du XIe au XVIe siècle
- Gibelinske cine na Pretorski palači v Kopru
- Gibelinske cine na Piranskem obzidju
- Gvelfske cine gradu Montechino, Italija
- Gvelfske cine gradu Mackenzie, Genova
- Okrasne cine na beneški palači

## Kasnejša uporaba
Po izumu topov so bili prisiljeni utrdbe načrtovati drugače, saj cine niso več služile svojemu namenu. Ponovno so se pojavile kasneje kot dekorativni element v stavbah, zgrajenih v neogotskem slogu 19. stoletja.